# Hendrik Banning

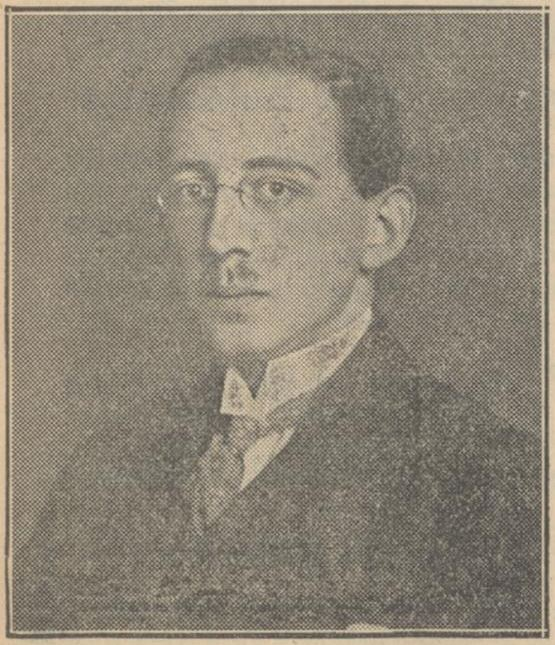
H.A.C. Banning

Hendrikus Adriaan Constant (Hendrik) Banning (Nijmegen, 30 maart 1900 — Leidschendam, 21 augustus 1970) was een Nederlands bestuurder. Hij was tussen 1927 en 1965 burgemeester van diverse gemeentes. 

## Levensloop

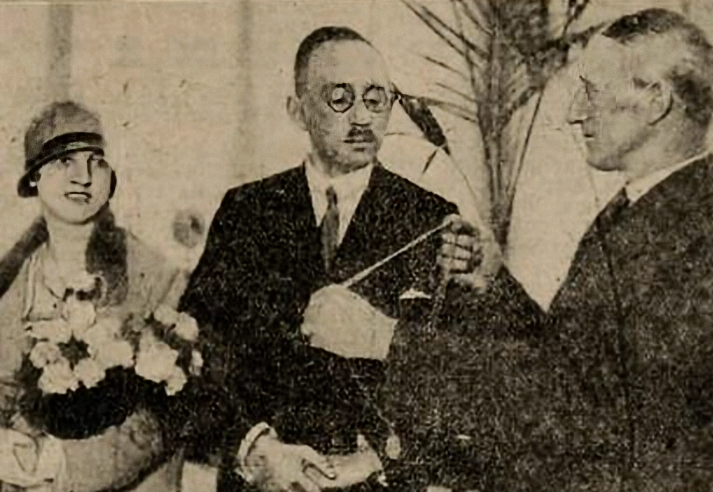
Burgemeester Banning bij zijn installatie in Weerselo (1929)

Hendrik Banning werd geboren als zoon van dr. F.B. Banning, een bekende Nijmeegse arts, drankbestrijder en raadslid. Bij zijn installatie als burgemeester van Horssen was Banning met 26 jaar de jongste burgemeester van Nederland. Destijds studeerde hij nog economie aan de Katholieke Universiteit Nijmegen. Twee jaar later vertrok hij naar Weerselo waarna Banning in april 1940, vlak voor de Duitse inval, werd geïnstalleerd als burgemeester van het nabijgelegen Tubbergen. Nog geen half jaar later was er al een opvolger van nationaalsocialistische stroming en vertrok hij naar Leidschendam.
In Leidschendam kwam Banning in een roerige periode terecht. Twee maanden na zijn aanstelling werd er al een aanslag gepleegd op de ambtswoning; hierbij vielen geen gewonden. In 1941 opende hij het nieuw gebouwde gemeentehuis van Leidschendam. Vanaf het begin waren er veel twijfels over de gezindheid van Banning tegenover de bezetter. Deze twijfels nam hij weg, maar de relatie met de bezetter verslechterde en in 1942 werd hij vervangen door NSB-burgemeester Simonis. Na de oorlog werd Banning met veel vreugde weer teruggehaald; bij zijn terugkomst deed hij alle kinderen een paar klompen cadeau. Later was hij was onder meer zeer betrokken bij de ontwikkeling van de wijk De Heuvel.
Bij zijn pensionering in 1965 was Banning de burgemeester met de meeste dienstjaren. Na zijn overlijden werd de Banninglaan in het centrum van Leidschendam naar hem vernoemd. Hij was benoemd tot ridder in de Orde van Oranje-Nassau en drager van het Gouden Kruis van Verdienste van het Nederlandse Rode Kruis